# Gunung Pangilun
Gunung Pangilun is een bestuurslaag in het regentschap Padang van de provincie West-Sumatra, Indonesië. Gunung Pangilun telt 12.524 inwoners (volkstelling 2010).